# Picot celladaurat
El picot celladaurat (Piculus aurulentus) és una espècie d'ocell de la família dels pícids (Picidae) que habita zones boscoses del sud-est del Brasil, est del Paraguai i nord-est de l'Argentina.